# Hôtel Thomas de Montval
L’hôtel de Thomas de Montval est un hôtel particulier situé au no 22 de la rue Croix-Baragnon, dans le centre historique de Toulouse. Il fut bâti entre 1901 et 1904 par l'architecte Jules Calbairac. Dans la cour, on a notamment réemployé des éléments de l'hôtel de Jean de Pins du XVIe siècle, de style Renaissance, lorsque ce dernier fut partiellement démoli par le percement de la rue du Languedoc.

## Histoire
L'hôtel Thomas de Montval a été construit à l'emplacement de trois maisons, démolies pour faire complètement place au nouveau bâtiment. Paul-Marius Thomas, né en 1862 à Toulouse, est un industriel enrichi dans la minoterie. Il a, de son épouse Casilda Dejean de Montval, un fils, Jean Thomas de Montval. Il s'installe en 1880 à Saint-Paul-sur-Save, ville dont il devient maire en 1898. En 1901, il acquiert une partie des éléments de deux hôtels du XVIe siècle, de style Renaissance, l'hôtel de Jean de Pins et de Nolet, abattu lors du percement de la rue du Languedoc. Il souhaite construire un hôtel moderne, mais il prend le parti, afin de sublimer les éléments Renaissance, de construire dans un style néorenaissant. Il aurait lui-même fait les plans de son hôtel, confiant à l'architecte Jules Calbairac l'exécution du projet. Les travaux, commencés en 1901, sont terminés en 1904.

## Description
L'hôtel se compose de quatre corps de bâtiments organisés autour d'une cour intérieure rectangulaire. 
La façade sur la rue Croix-Baragnon est en brique, mais rythmée par des assises en pierre de taille, en pointe de diamant. Elle s'élève sur trois étages. Elle est symétrique, rythmée par cinq travées de baies rectangulaires. La travée centrale est mise en valeur par des pilastres cannelés. L'alternance de brique et de pierre se poursuit aux deux premiers étages avec les balcons à balustres en pierre. La fenêtre du dernier étage de la travée centrale est couronnée par un fronton.
Le porche central donne accès à la cour intérieure par un passage couvert. Les façades sont développées sur deux étages et sont scandées de pilastres cannelés en brique et pierre alternées. On a réédifié en 1904, à droite et à gauche de la cour, huit arcades : les quatre de gauche sont fermées, tandis que celles de droite ouvrent sur une galerie. Six arcades proviennent de la galerie de Jean de Pins de 1528, et deux de la galerie édifiée par Nicolas Bachelier pour le compte de Jean de Nolet en 1542. Les deux arcades de l'hôtel de Nolet sont reconnaissables à leurs archivoltes à caissons. 
Dans les écoinçons, on a replacé six médaillons à profils Renaissance, entourés de la couronne de roses enrubannée des Nolet, tandis que les deux autres sont d'une facture plus grossière. Six autres médaillons, aux quatre coins de la cour et sur les côtés de l'arc du grand vestibule d'entrée, sont des imitations faites en 1904. Sur les corniches, quatre gargouilles en forme de masques, œuvres de Nicolas Bachelier, proviennent de l'hôtel de Nolet.

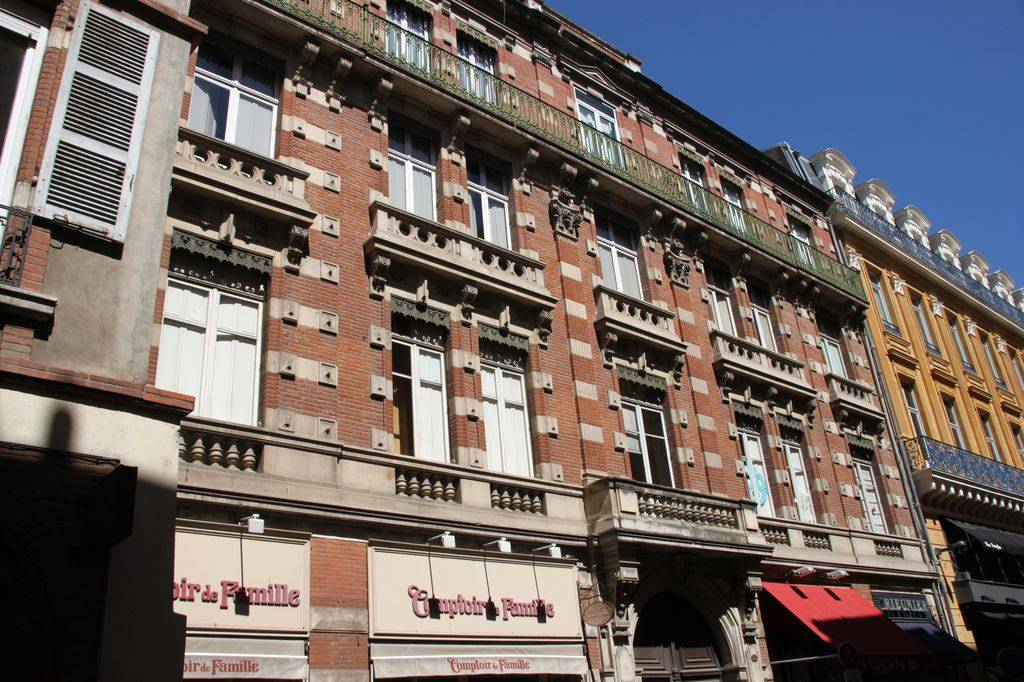
Façade depuis la rue
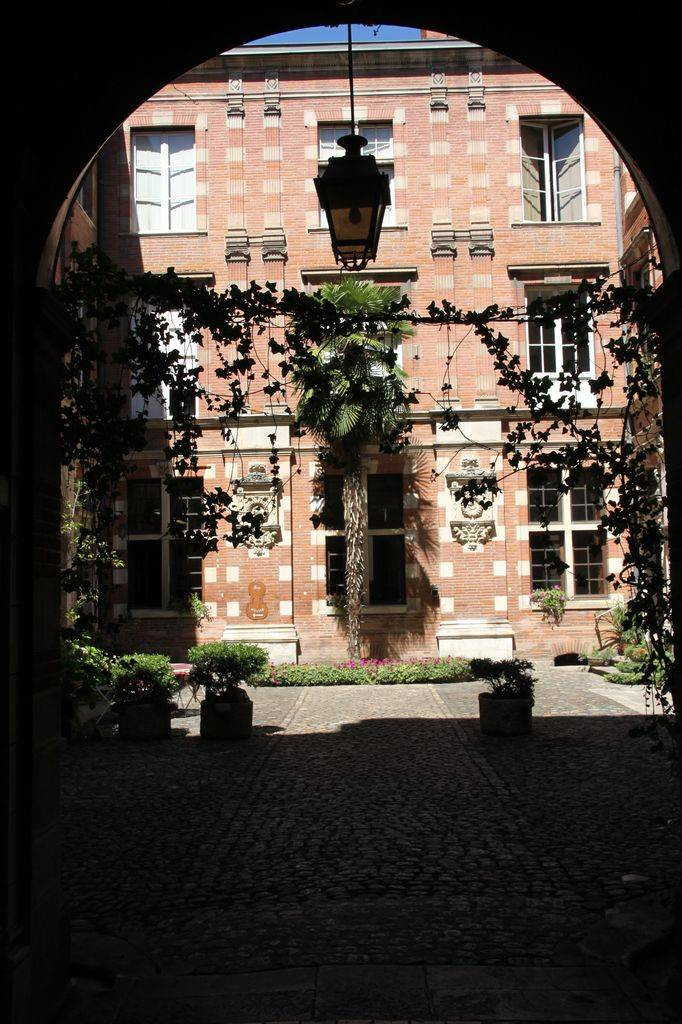
La cour intérieure
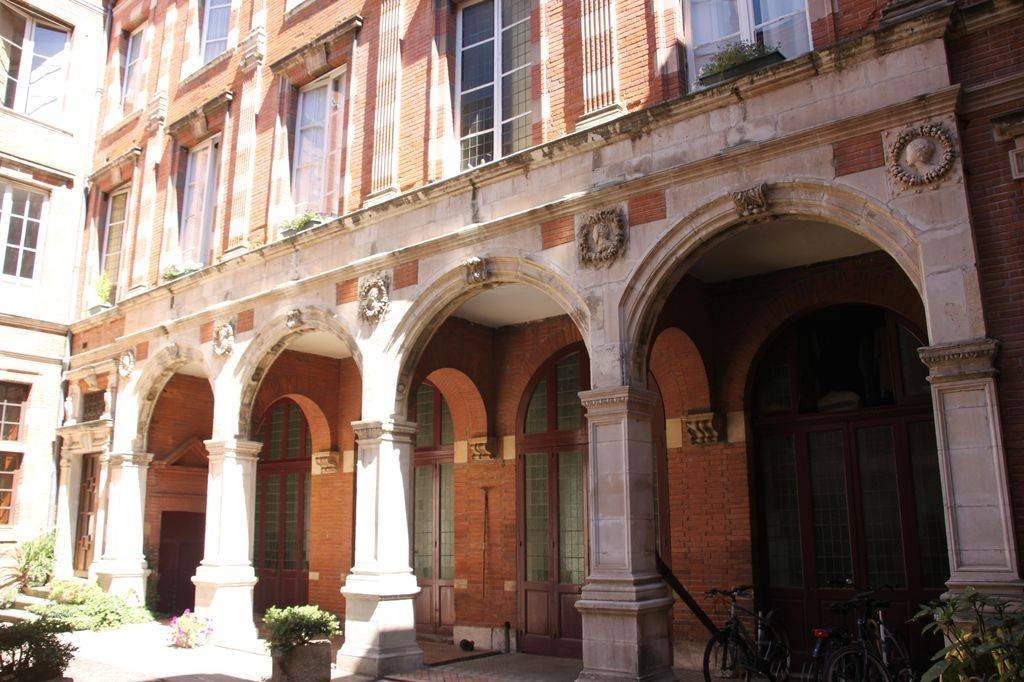
Façade latérale dans la cour
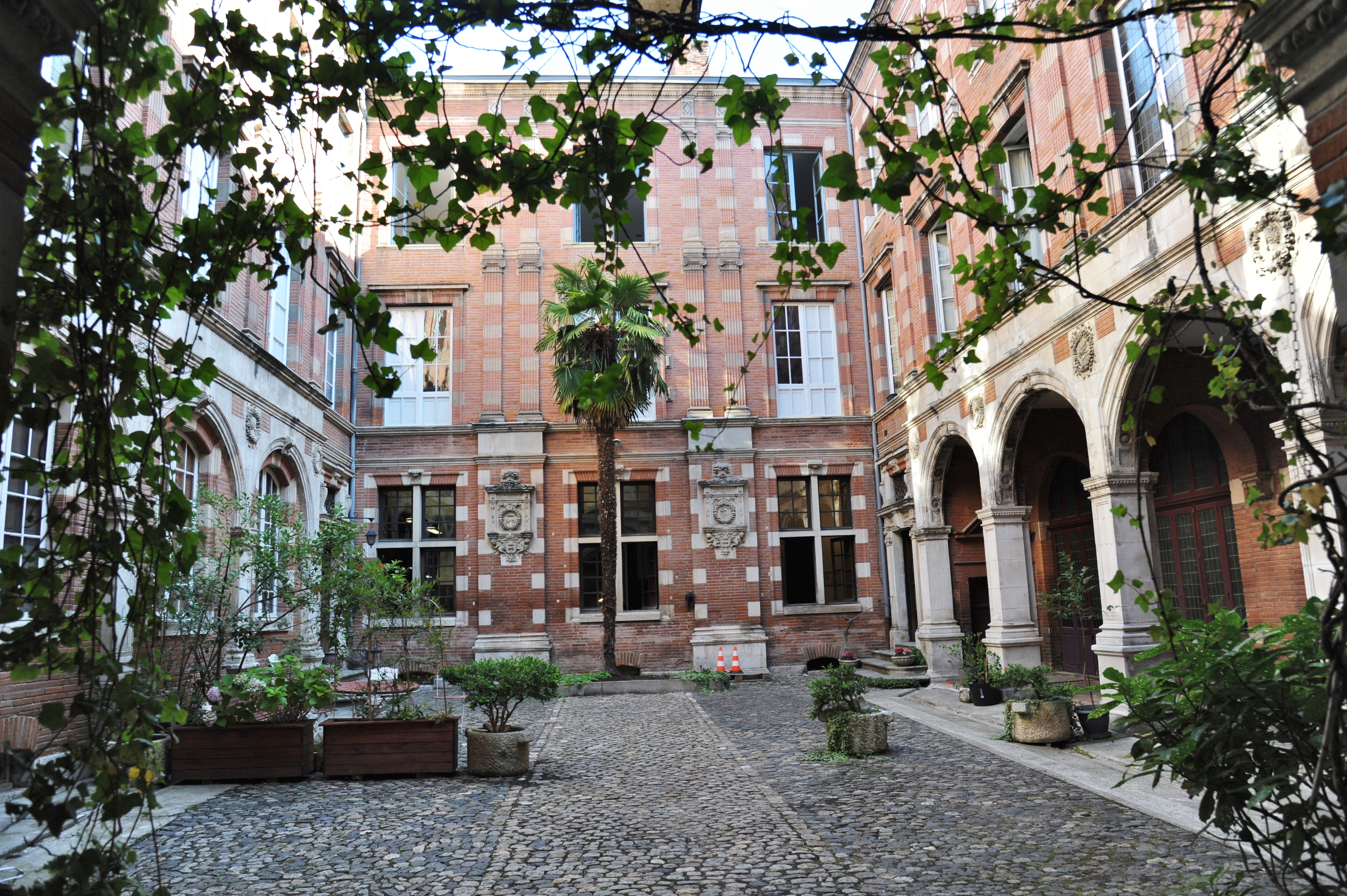
Cour
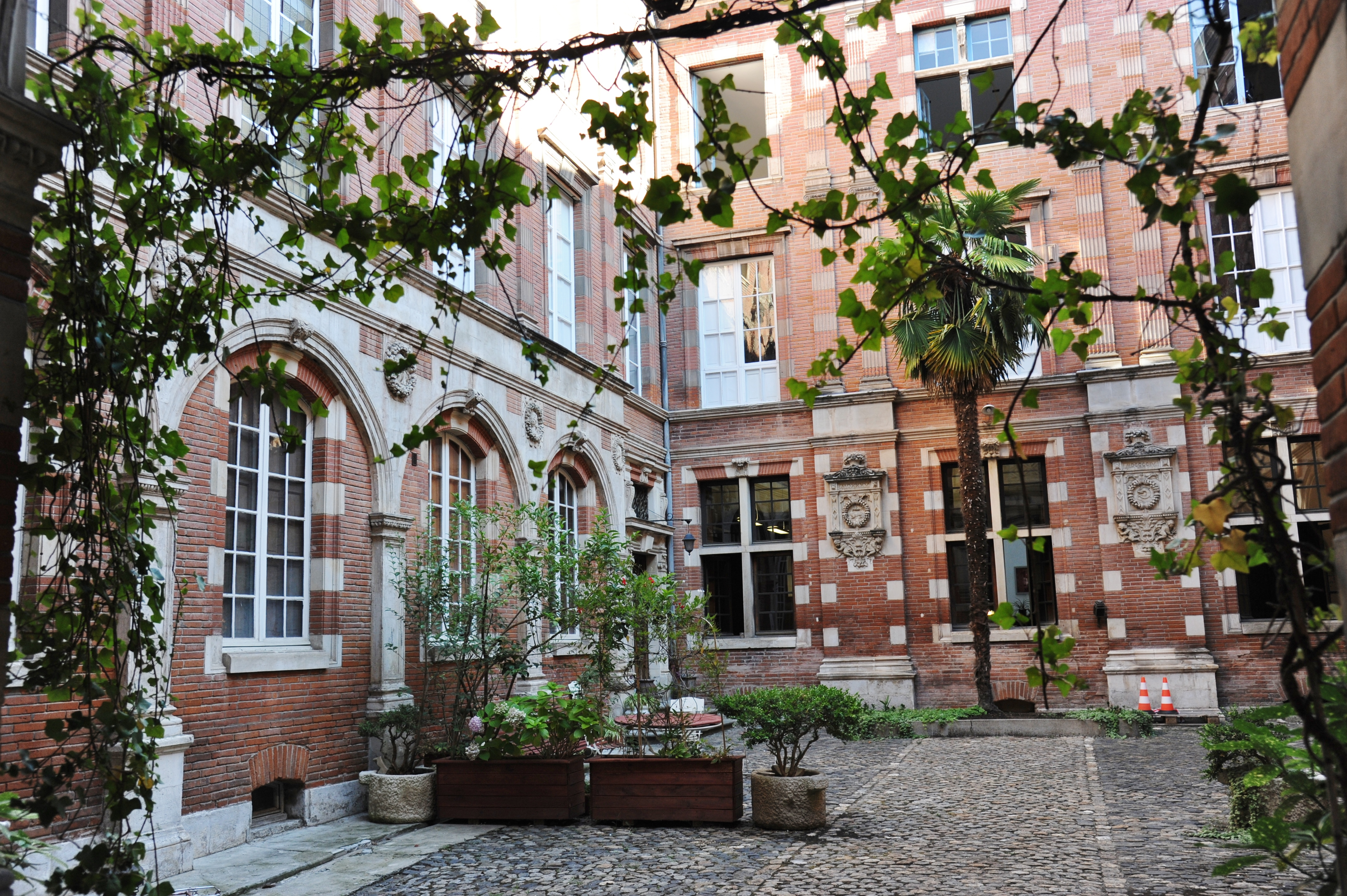
Cour
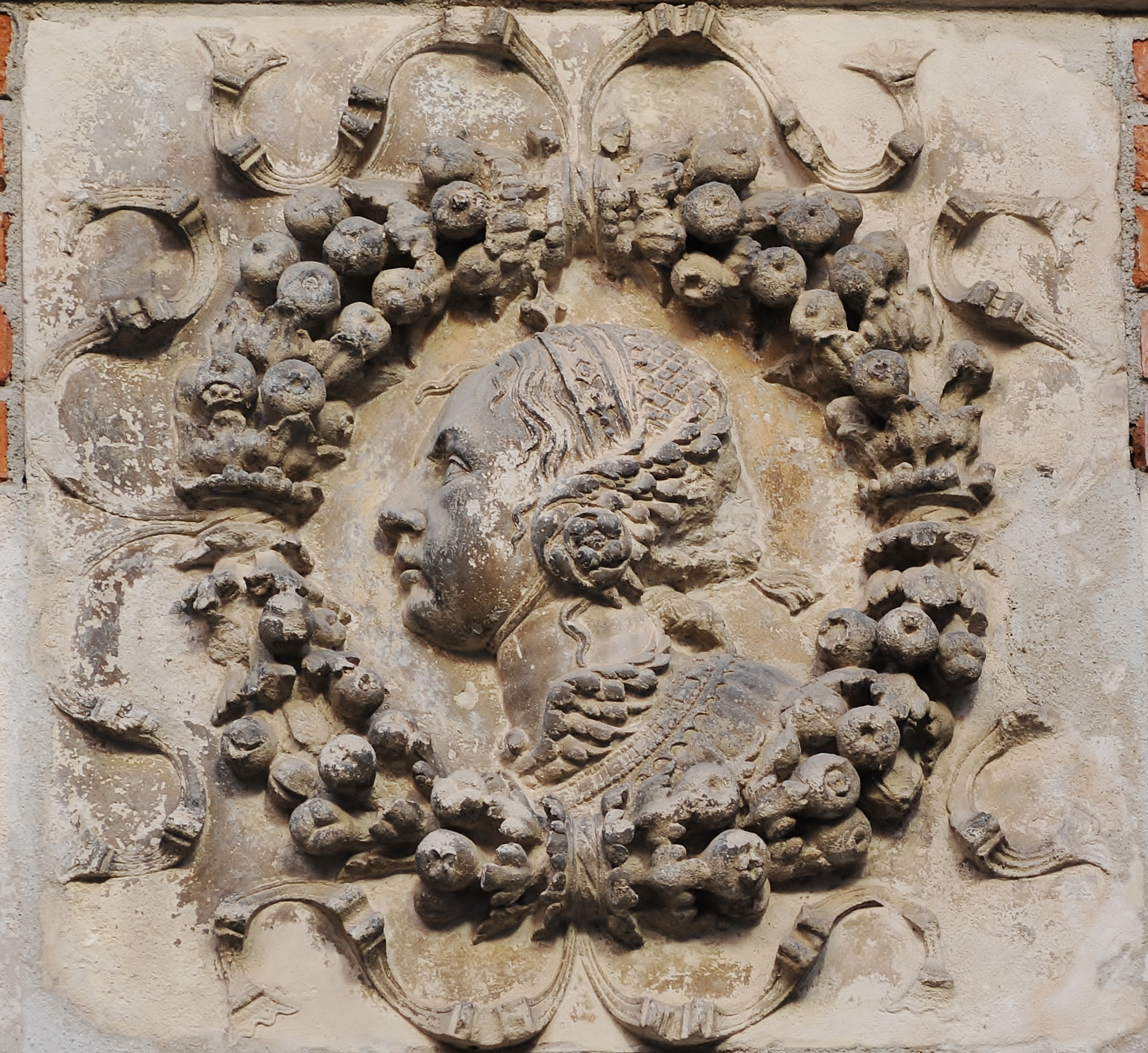
Médaillon Renaissance (provenance : hôtel de Pins - Nicolas Bachelier)
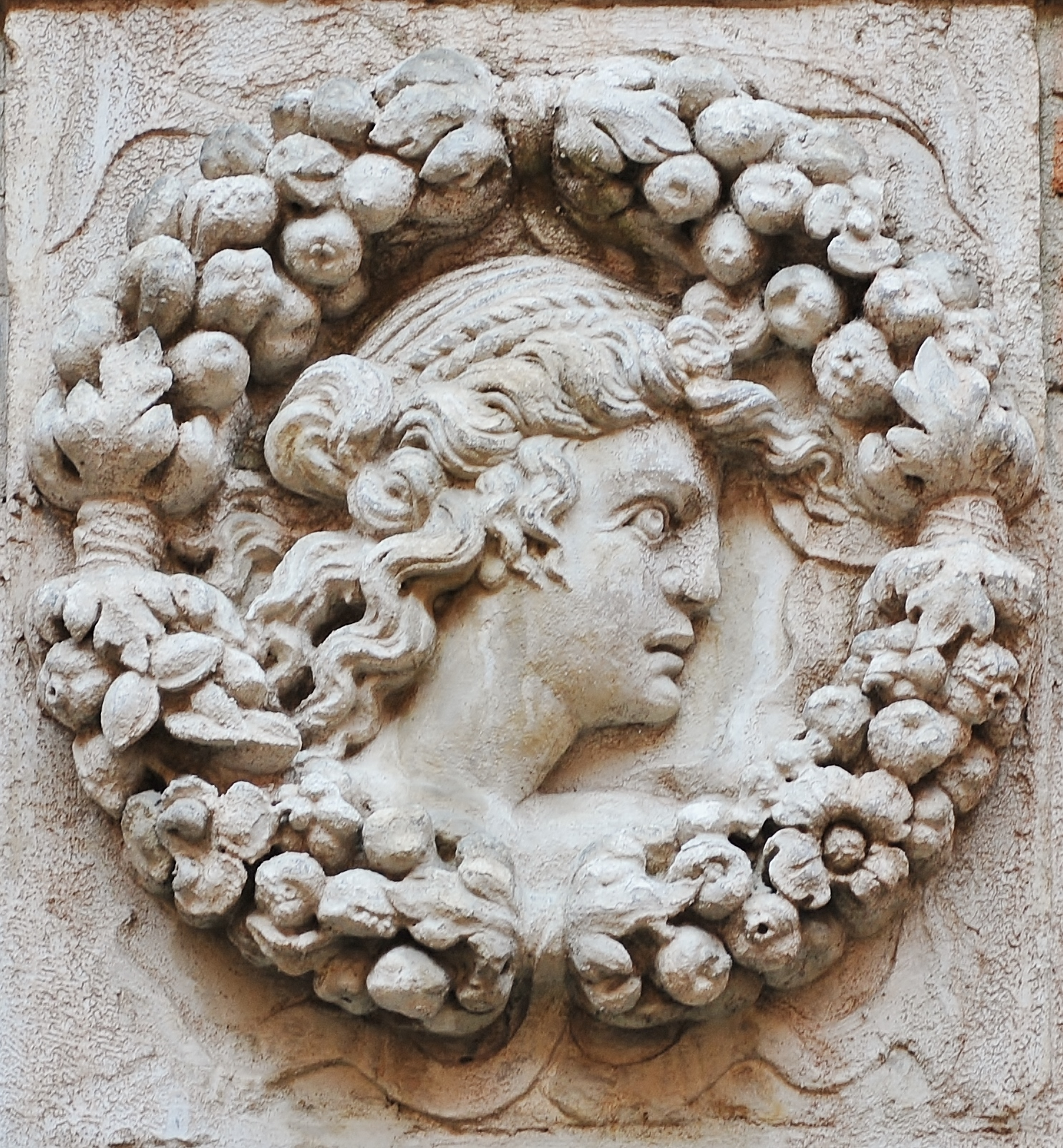
Médaillon Renaissance (provenance : hôtel de Pins - Nicolas Bachelier)
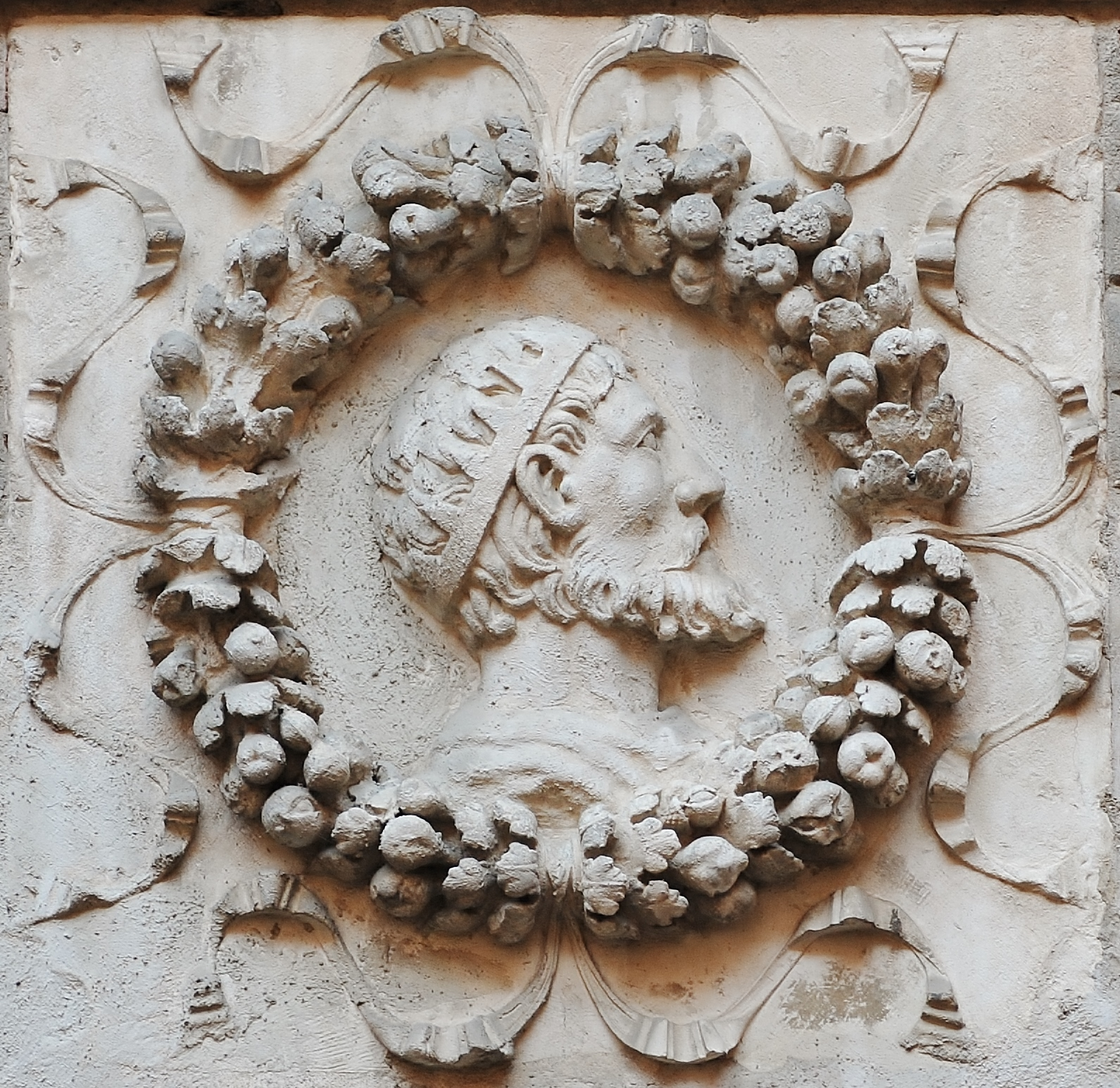
Médaillon Renaissance (provenance : hôtel de Pins - Nicolas Bachelier)
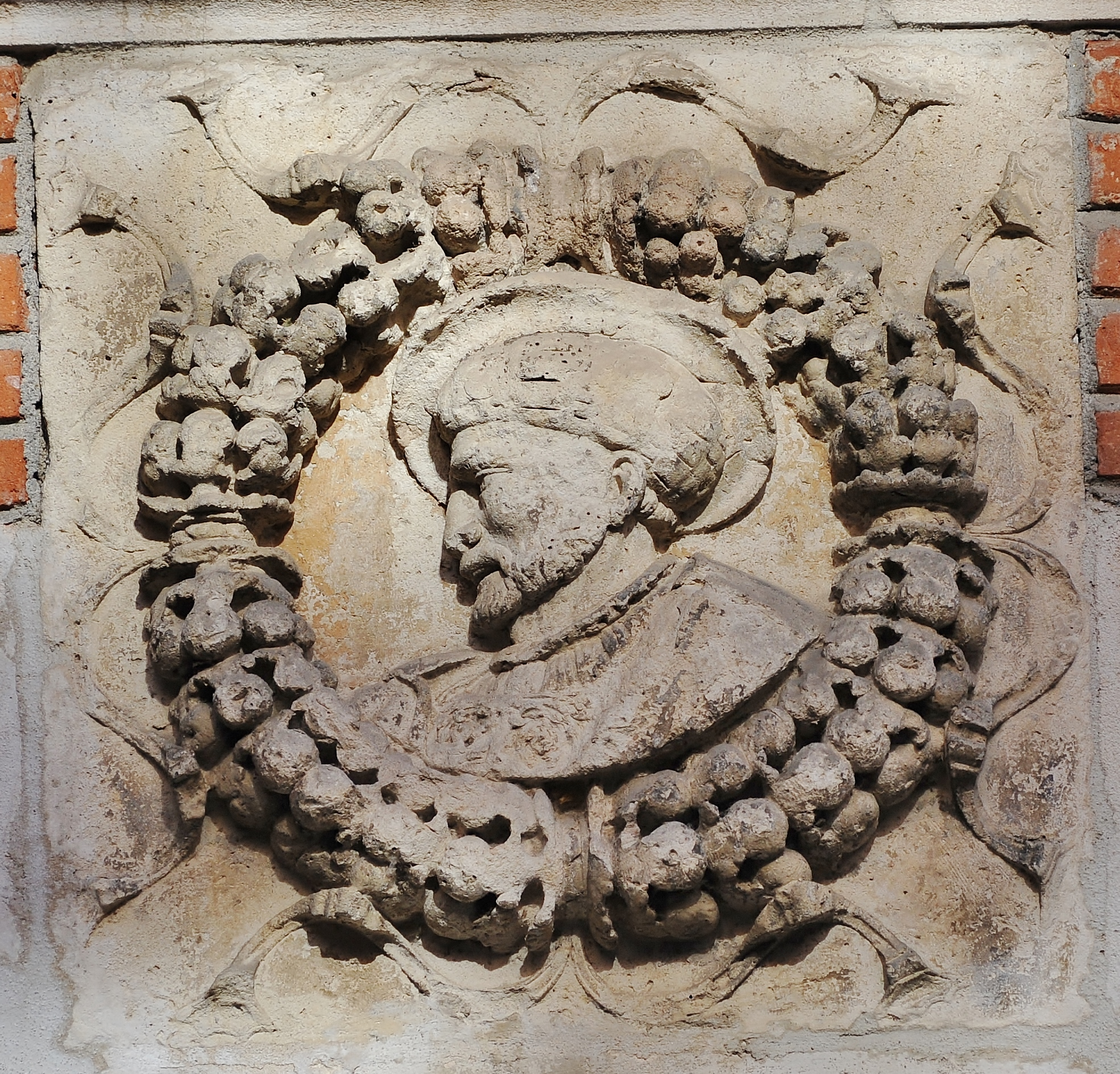
Médaillon Renaissance (provenance : hôtel de Pins - Nicolas Bachelier)
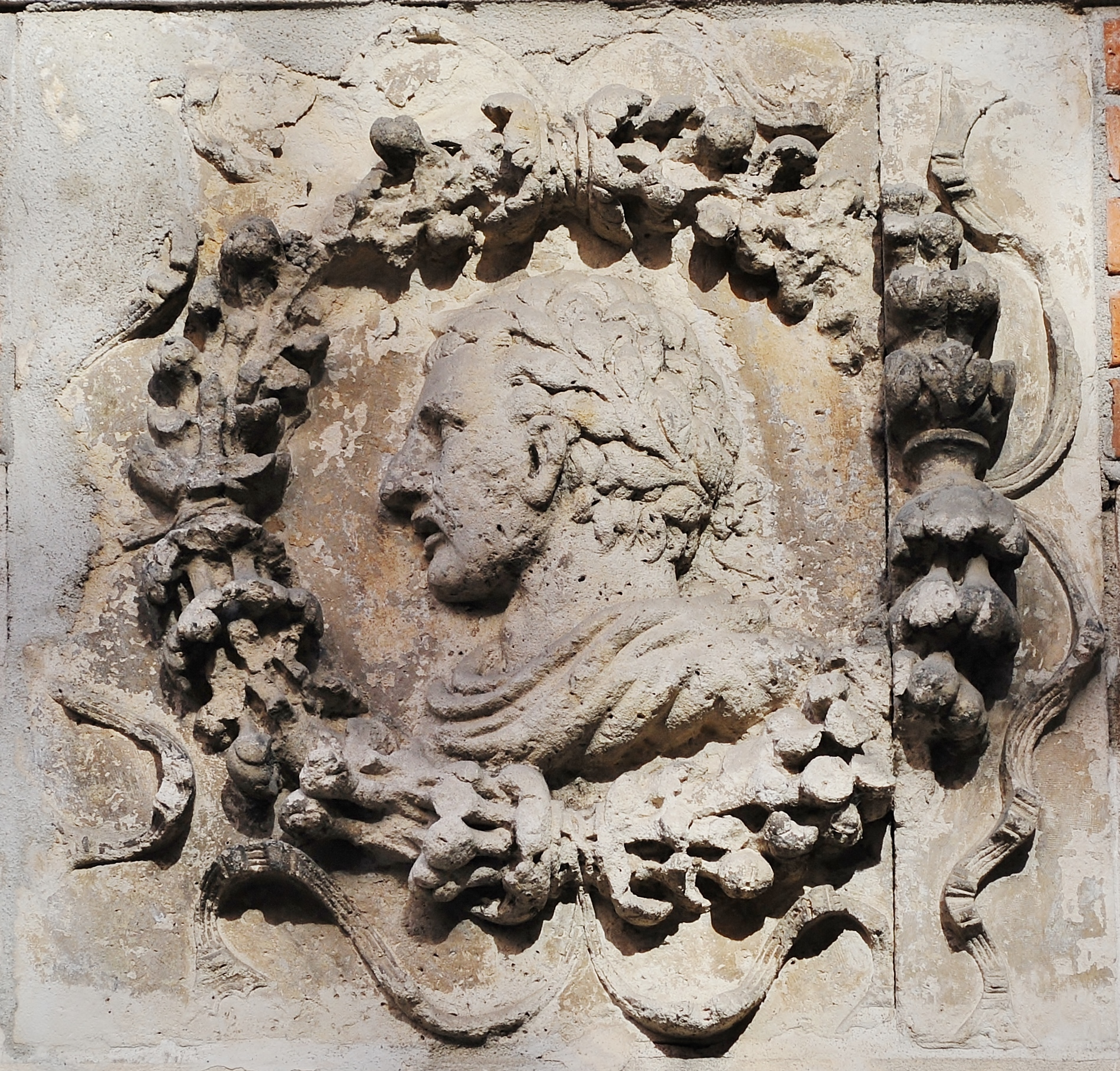
Médaillon Renaissance (provenance : hôtel de Pins - Nicolas Bachelier)
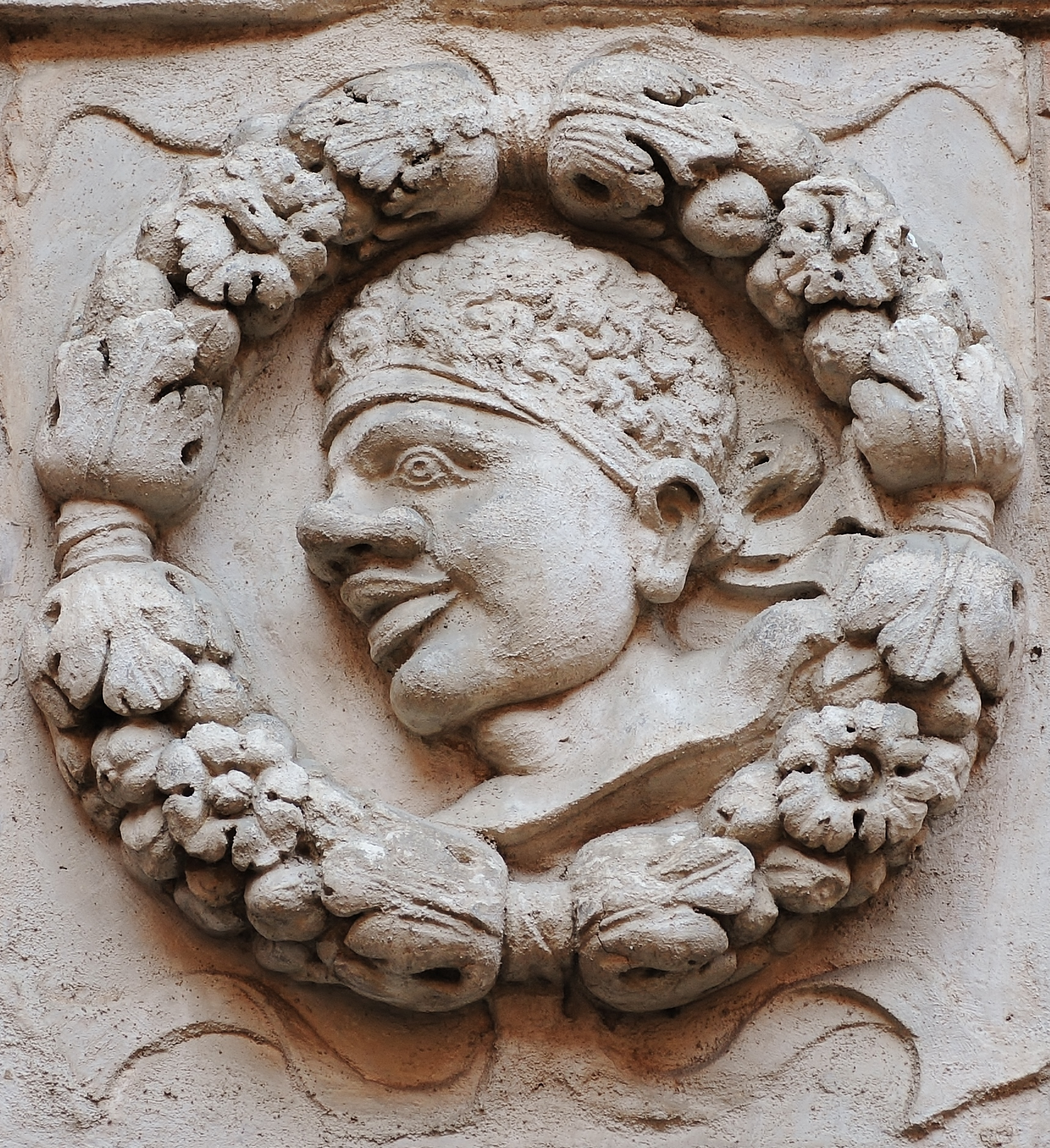
Médaillon Renaissance (provenance : hôtel de Pins - Nicolas Bachelier)
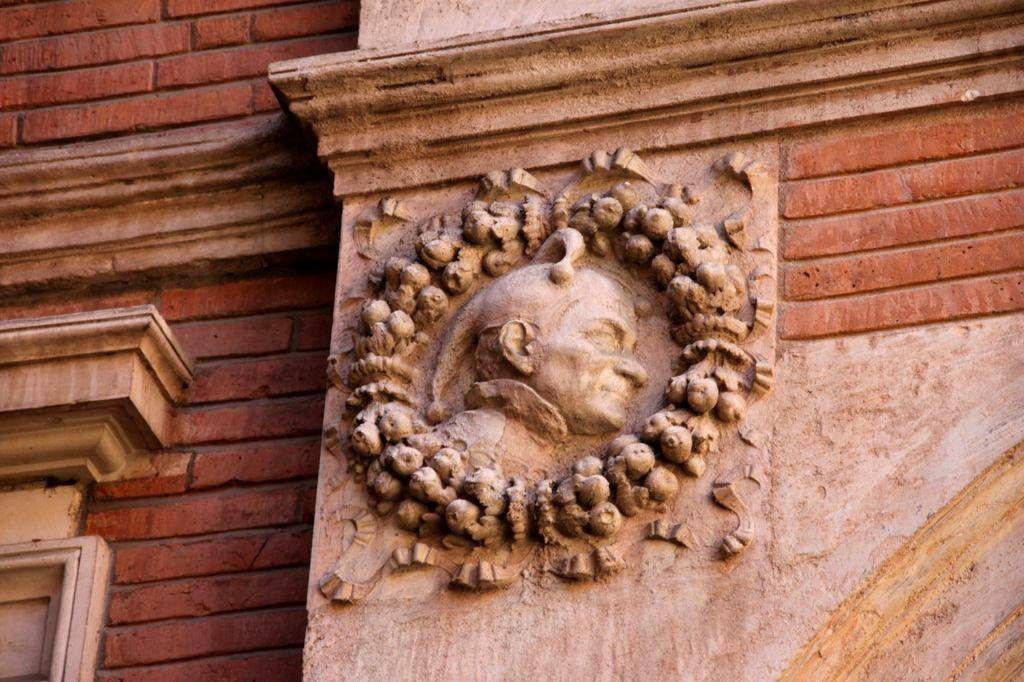
Médaillon imitation Renaissance (1904)
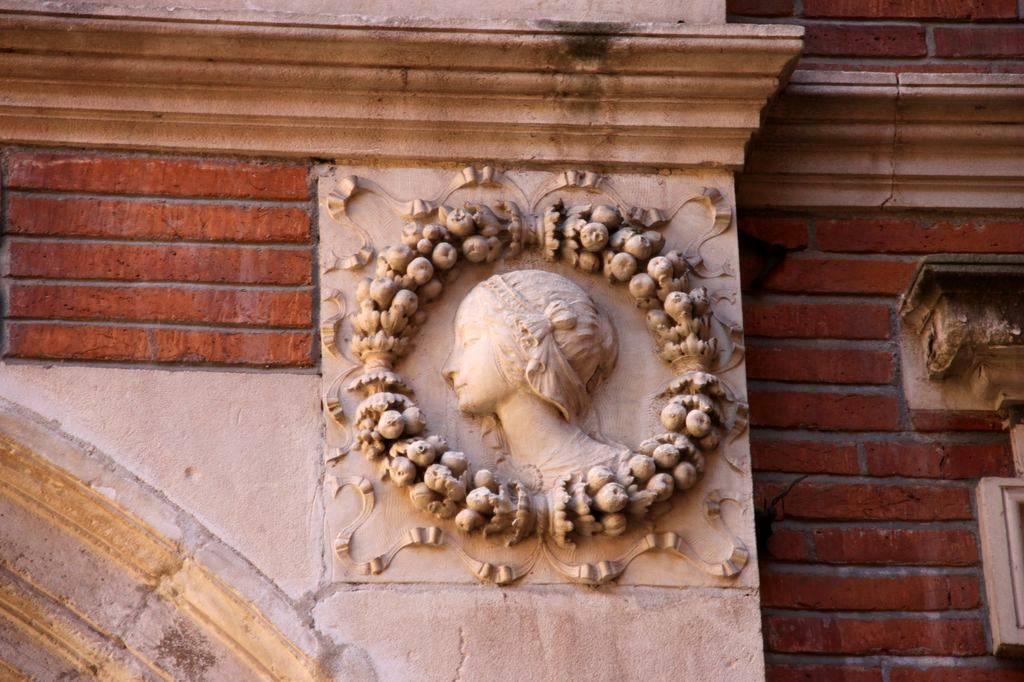
Médaillon imitation Renaissance (1904)
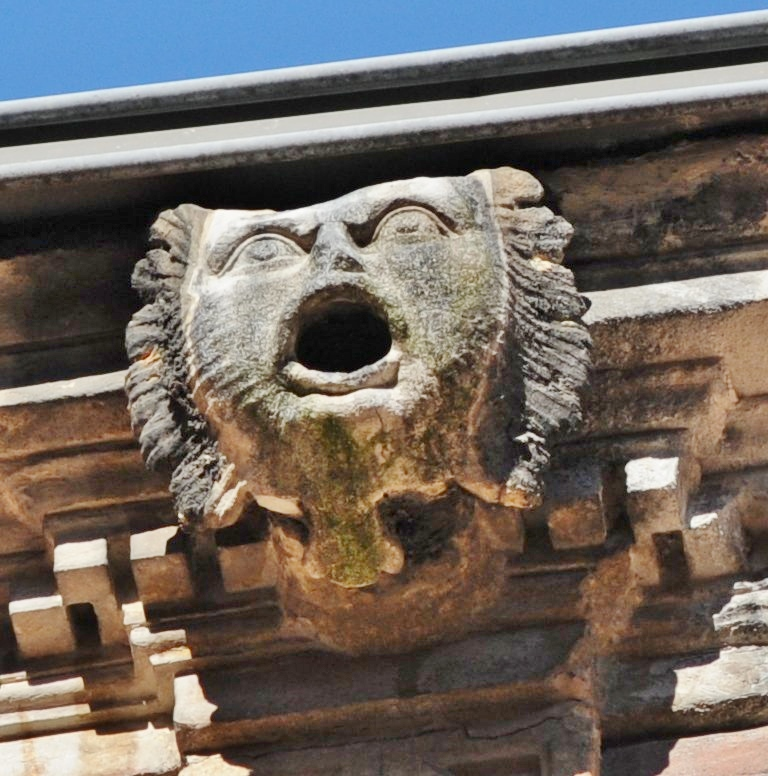
Mufle de lion / gargouille (provenance : hôtel de Pins)
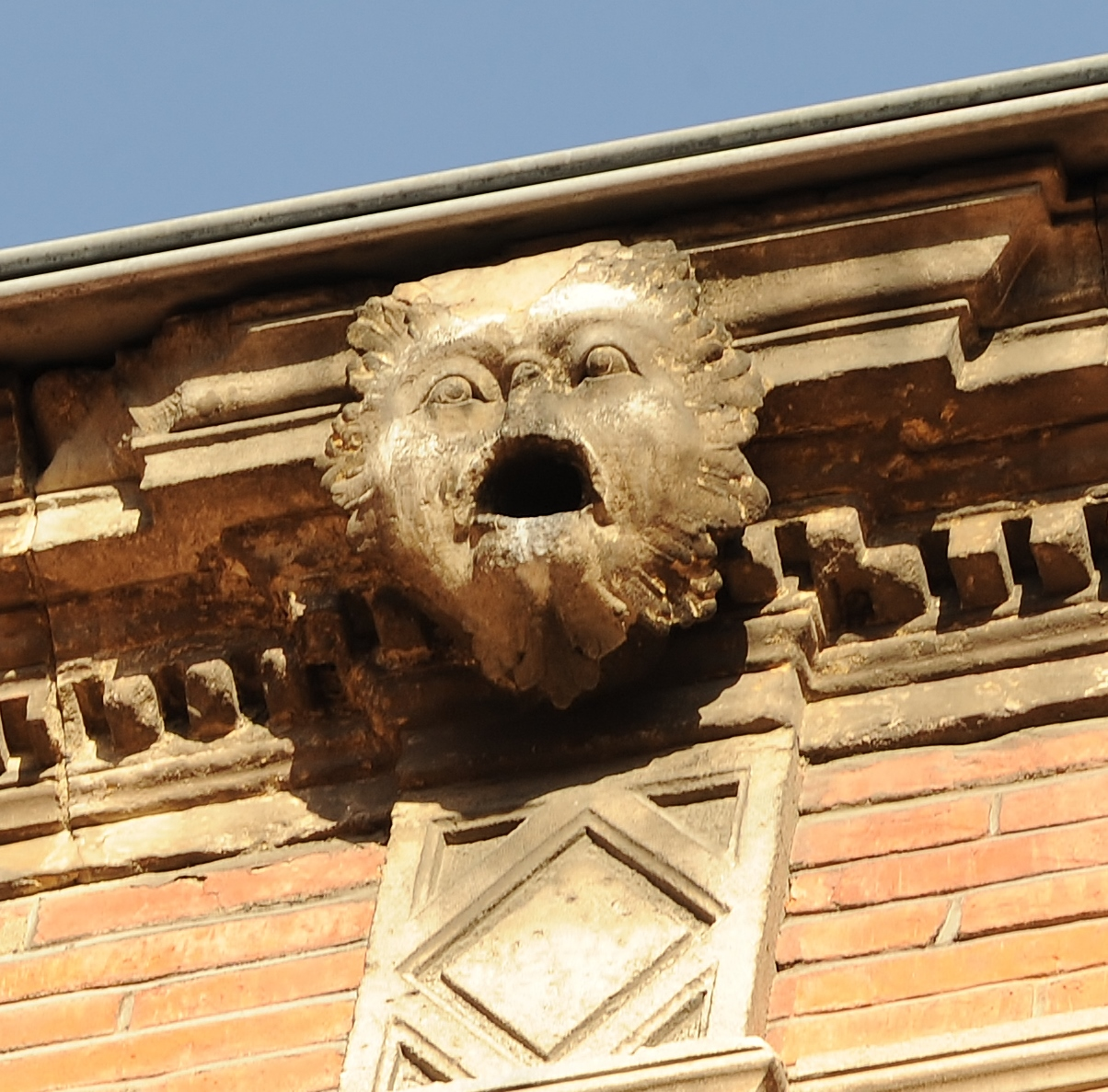
Mufle de lion / gargouille (provenance : hôtel de Pins)
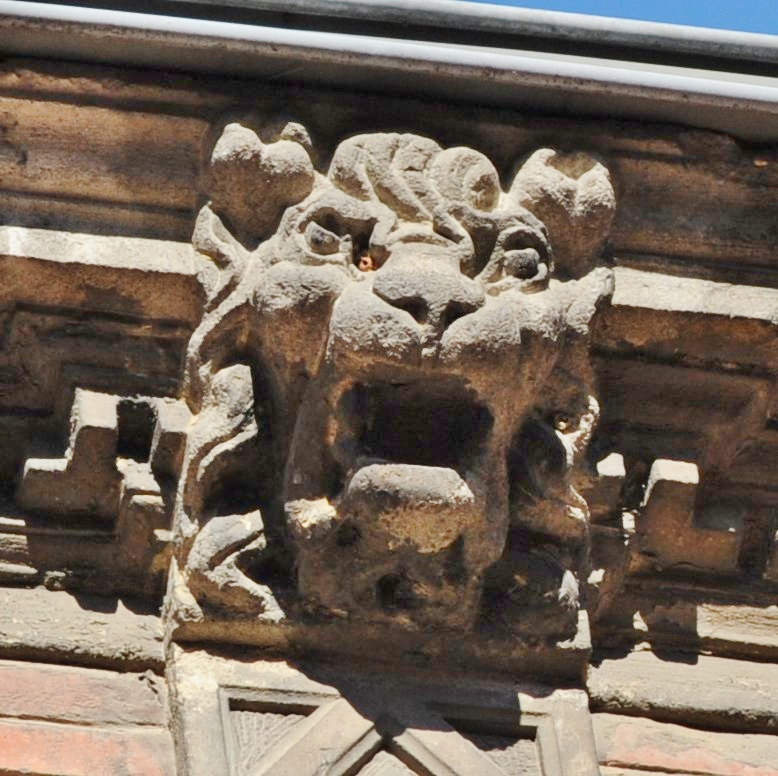
Mufle de lion / gargouille (provenance : hôtel de Pins)
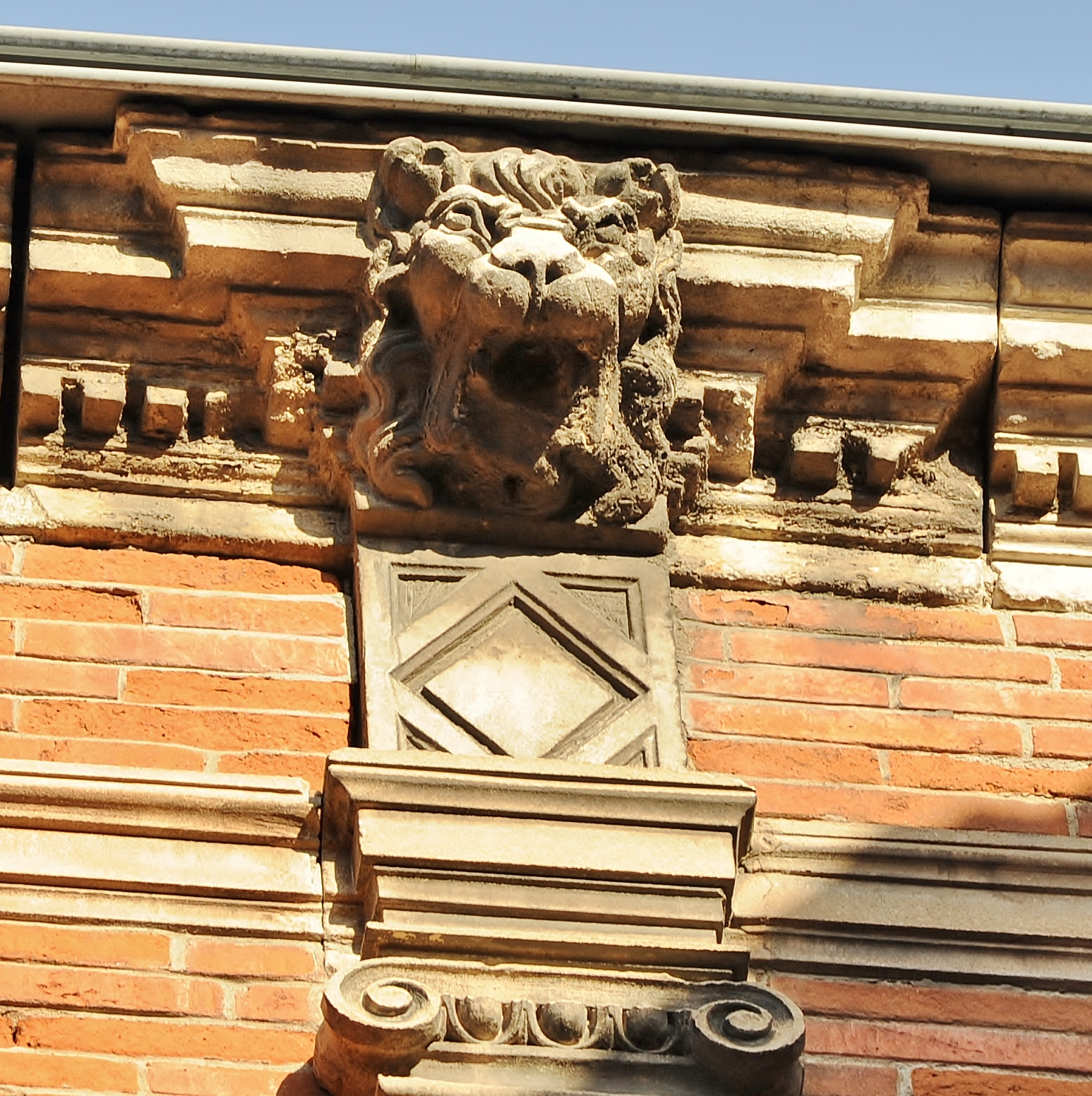
Mufle de lion / gargouille (provenance : hôtel de Pins)